# アンバーホール
アンバーホールは、岩手県久慈市に所在するコンサートホールである。

## 概要
平面的に、北側に大ホール、南側に小ホールを設け、その中央2階に両ホールのホワイエを背中合わせに設置。2階ホワイエには、西側のエントランスホールからメイン階段により直接観客を導入する。エントランスホールは円錐形で高さ43メートル、上部28メートルに全面ガラス張りの展望台を配置し、2階にはラウンジ。大・小ホールのほか文化情報の受信基地として1階エントランスホールの奥に文化情報コーナー、視聴覚室、会議室、練習室等を、3階には展示室を設け、創造・学習の場を提供する。地上4階、地下1階。開館は1999年2月3日。設計は黒川紀章。
2020年東京オリンピックの聖火リレーでセレブレーション会場となった。聖火ランナーは公募により1万人程度が選ばれた。聖火リレーについて、組織委員会はスポンサー企業4社と各都道府県実行委員会が行ったランナー公募に、延べ53万5717件の応募があったと発表した。

## 主な施設・座席数
- 大ホール : 1178席
  - オーケストラピット、オペラカーテン、ビデオプロジェクター、フルコンサートピアノ2台、音響反射板等を設備
- 小ホール : 351席
  - 16/35兼用映写機、フルコンサートピアノ1台を設備
- 展示室
  - 回廊型、壁長約180ｍ、床面積約500m2。常設展示ケース、稼動パネル設置
- 練習室
  - 各種楽器（グランドピアノ、ドラムセット、ティンパニ他)、面積約105m2
- 視聴覚室
  - プロジェクター、書画カメラ、各種映像機器。面積約88m2
- 会議室3室
- 文化情報コーナー
- ラウンジ

## 営業情報
- 開館時間 - 午前9時から午後6時
- 休館日 - 毎週火曜日、12月29日から1月3日
- 駐車場 – 280台

## 交通アクセス
- JR東日本八戸線・三陸鉄道リアス線 久慈駅より徒歩10分